# Kunduci
Kunduci är ett samhälle i Bosnien och Hercegovina.   Det ligger i entiteten Republika Srpska, i den sydöstra delen av landet, 60 km sydost om huvudstaden Sarajevo. Kunduci ligger 747 meter över havet och antalet invånare är 124.
Terrängen runt Kunduci är kuperad åt nordost, men åt sydväst är den bergig.Närmaste större samhälle är Foča, 8,6 km norr om Kunduci. 
Omgivningarna runt Kunduci är en mosaik av jordbruksmark och naturlig växtlighet. Runt Kunduci är det ganska tätbefolkat, med 60 invånare per kvadratkilometer.